# دوري كرة القدم الغربي 1927–28
دوري كرة القدم الغربي 1927–28 (بالإنجليزية: 1927–28 Western Football League)‏ هو موسم من دوري كرة القدم الغربي ‏. فاز فيه نادي بليموث أرجايل.